# Национална престоница културе
Национална престоница културе је програм Министарства културе Републике Србије. Програм је најављен у току 2021. године и одлучено је да ће Чачак први однети титулу „престонице културе” 2023 године. Тренутна „престоница култура” је Ужице, а 2025. титулу преузима Зрењанин.

## Историја
Октобра 2021. године створена је радна група за припрему и спровођење програма „Национална престоница културе”. Чачак је 21. марта 2023. постао прва „Национална престоница културе”. Поводом тога, одржан је спектакл на чачанском Градском тргу. У периоду март 2023 — март 2024. одржане су бројне изложбе, манифестације, концерти... Захваљујући овом програму, Чачак је био дестинација за више од 230.000 посетилаца.
„Возом културе” Чачак је предао титулу „престонице културе” Ужицу.

## Националне престонице културе
- 2023 — Чачак (Чачанска родна)[10]
- 2024 — Ужице (Ера културе)[11]
- 2025 — Зрењанин